# Новгород-Сіверська вулиця (Київ)
Новгоро́д-Сіверська ву́лиця — вулиця в Солом'янському районі м. Києва, місцевість Чоколівка. Пролягає від Волинської вулиці до вулиці Ушинського.
Прилучається провулок Ушинського

## Історія
Виникла у 10-х роках XX століття, мала назву Стрітенська вулиця. 1952 року отримала назву Новгородська вулиця, на честь міста Новгород.
Сучасна назва на честь міста Новгород-Сіверський — з 2022 року.